# Ivana Vuleta
Ivana Vuleta (rođ. Španović; Zrenjanin, 10. svibnja 1990.) srbijanska je reprezentativka u atletici u skoku u dalj. Članica je atletskog kluba Vojvodina iz Novoga Sada, a trener joj je Goran Obradović. Iz atletičarske je obitelji. Mati Vesna joj je bila također skakačica udalj i sprinterka (prvakinja Jugoslavije sa 17 godina), kao i Ivanina baka po majci Ljiljana, koja je također bila športašica (nogometašica i rukometašica).
Na Svjetskom prvenstvu u Moskvi 2013. godine skočila je 6,82 metra, što joj je bio osobni i novi nacionalni rekord. Dve godine kasnije u Pekingu 2015. je osvojila ponovo brončanu medalju i prvi put preletela granicu od sedam metara – 7,01 m.
Na OI 2008. natjecala se za Srbiju u skoku udalj i bila 30., a na OI 2012. bila je na 11. mjestu. Svoju prvu olimpijsku medalju osvaja na OI 2016. u Riju. S novim nacionalnim rekordom 7,08 m osvaja brončanu medalju.
Europska prvakinja postaje 2016. godine u Amsterdamu s preskočenih 6,96 m.
Svoju prvu svjetsku titulu osvaja 2018. godine na Svjetskom dvoranskom prvenstvu u Birmingemu s rezultatom 6,96 m. 

## Uspjesi
| Godina                              | Natjecanje                   | Lokacija              | Mjesto | Rezultat |
| ----------------------------------- | ---------------------------- | --------------------- | ------ | -------- |
| 2005.                               | Svjetsko kadetsko prvenstvo  | Marakeš, Maroko       | 8.     | 5,97 m   |
| 2006.                               | Svjetsko juniorsko prvenstvo | Peking, Kina          | 7.     | 6,23 m   |
| 2007.                               |                              |                       |        |          |
| Europsko dvoransko prvenstvo        | Birmingham, UK               | 18.                   | 6,18 m |          |
| Svjetsko kadetsko prvenstvo         | Ostrava, Češka               | 2.                    | 6,41 m |          |
| Europsko prvenstvo za juniore       | Hengelo, Nizozemska          | 2 (kv)                | 6,24 m |          |
| Europski olimpijski festival mladih | Beograd, Srbija              | 2.                    | 6,20 m |          |
| 2008.                               |                              |                       |        |          |
| Svjetsko juniorsko prvenstvo        | Bydgoszcz, Poljska           | 1.                    | 6,61 m |          |
| Olimpijske igre                     | Peking, Kina                 | 30.                   | 6,30 m |          |
| 2009.                               |                              |                       |        |          |
| Univerzijada                        | Beograd, Srbija              | 1.                    | 6,64 m |          |
| Europsko juniorsko prvenstvo        | Novi Sad, Srbija             | 2.                    | 6,71 m |          |
| 2010.                               |                              |                       |        |          |
| Europsko prvenstvo                  | Barcelona, Španjolska        | 8.                    | 6,60 m |          |
| 2011.                               |                              |                       |        |          |
| Europsko mlađe seniorsko prvenstvo  | Ostrava, Češka               | 2.                    | 6,74 m |          |
| Svjetsko prvenstvo                  | Daegu, Južna Koreja          | NS                    | NS     |          |
| 2012.                               | Europsko prvenstvo           | Helsinki, Finska      | 15.    | 6,33 m   |
| 2012.                               | Olimpijske igre              | London, UK            | 11.    | 6,35 m   |
| 2013.                               | Europsko dvoransko prvenstvo | Goteborg, Švedska     | 5.     | 6,68 m   |
| 2013.                               | Svjetsko prvenstvo           | Moskva, Rusija        | 3.     | 6,82 m   |
| 2014.                               | Svjetsko dvoransko prvenstvo | Sopot, Poljska        | 3.     | 6,77 m   |
| 2014.                               | Europsko prvenstvo           | Cirih, Švicarska      | 2.     | 6,81 m   |
| 2015.                               | Europsko dvoransko prvenstvo | Prag, Češka           | 1.     | 6,98 m   |
| 2015.                               | Svjetsko prvenstvo           | Peking, Kina          | 3.     | 7,01 m   |
| 2016.                               | Svjetsko dvoransko prvenstvo | Portland, SAD         | 2.     | 7,07 m   |
| 2016.                               | Europsko prvenstvo           | Amsterdam, Nizozemska | 1.     | 6,94 m   |
| 2016.                               | Olimpijske igre              | RIO, BRA              | 3.     | 7,08 m   |
| 2017.                               | Europsko dvoransko prvenstvo | Beograd, Srbija       | 1.     | 7,24 m   |
| 2017.                               | Svjetsko prvenstvo           | London, UK            | 4.     | 6,96 m   |
| 2018.                               | Svjetsko dvoransko prvenstvo | Birmingham, UK        | 1.     | 6,96 m   |
| 2019.                               | Europsko dvoransko prvenstvo | Glasgow, UK           | 1.     | 6,99 m   |
| 2021.                               | Olimpijske igre              | Tokyo, JP             | 4.     | 6,91 m   |
| 2022.                               | Svjetsko dvoransko prvenstvo | Beograd, SRB          | 1.     | 7,06 m   |
| 2022.                               | Svjetsko prvenstvo           | Eugene, SAD           | 7.     | 6,84 m   |
| 2022.                               | Europsko prvenstvo           | München, Njemačka     | 1.     | 7,06 m   |
| 2023.                               | Europsko dvoransko prvenstvo | Istanbul, Turska      | 3.     | 6,91 m   |
| 2023.                               | Svjetsko prvenstvo           | Budimpešta, Mađarska  | 1.     | 7,14 m   |
| Europa                              |                              |                       |        |          |
| 2014.                               | Kontinentalni kup            | Marakeš, Maroko       | 2.     | 6,56 m   |